# جورج رومنس
جورج جان رومنس (انگلیسی: George Romanes; ۲۰ مهٔ ۱۸۴۸ – ۲۳ مهٔ ۱۸۹۴) دانشمند در زمینه زیست‌شناسی فرگشتی و فیزیولوژی اهل پادشاهی متحد بریتانیای کبیر و ایرلند بود.
وی همچنین برندهٔ جوایزی همچون همکار انجمن سلطنتی شده‌است.